# Rhea
Pour les articles homonymes, voir Rhéa.
Genre
Statut CITES
Rhea est un genre d'oiseaux de la famille des Rheidae regroupant les deux espèces actuelles de nandous. Le nom de Rhéa vient d'une figure mythologique grecque, épouse de Cronos et mère de Zeus.
Les oiseaux du genre Rhea sont incapables de voler.

## Répartition
Ce genre se trouve à l'état naturel dans le sud de l'Amérique du Sud.

Répartition du nandou (Rhea).

## Espèces et sous-espèces (ordre alphabétique)
Selon la classification de référence du Congrès ornithologique international (version 8.2, 2018), les espèces appartenant au genre Rhea sont :
- Rhea americana — Nandou d'Amérique
  - Rhea americana  albescens, plaines d'Argentine, au sud de la province de Río Negro.
  - Rhea americana americana, découvert dans les cerrados (savanes) du Centre et de l'Est du Brésil.
  - Rhea americana  araneipes, du Chaco du Paraguay à la Bolivie et dans le Mato Grosso au Brésil.
  - Rhea americana  intermedia, dans le Sud-Est du Brésil à Rio Grande do Sul et en Uruguay.
  - Rhea americana  nobilis, dans l'Est du Paraguay, à l'est du Río Paraguay.
- Rhea pennata — Nandou de Darwin
  - Rhea pennata garleppi, Puna du Sud-Est péruvien, Sud-Ouest de la Bolivie et Nord-Ouest de l'Argentine.
  - Rhea pennata pennata, steppes patagonnes,  au sud-ouest de l'Argentine et au sud du Chili.
  - Rhea pennata tarapacensis, nord du Chili, de la région d'Atacama à celle de Tarapacá.

Le Nandou de Darwin est parfois placé dans son propre genre, Pterocnemia, comme le fait ITIS.

## Galerie

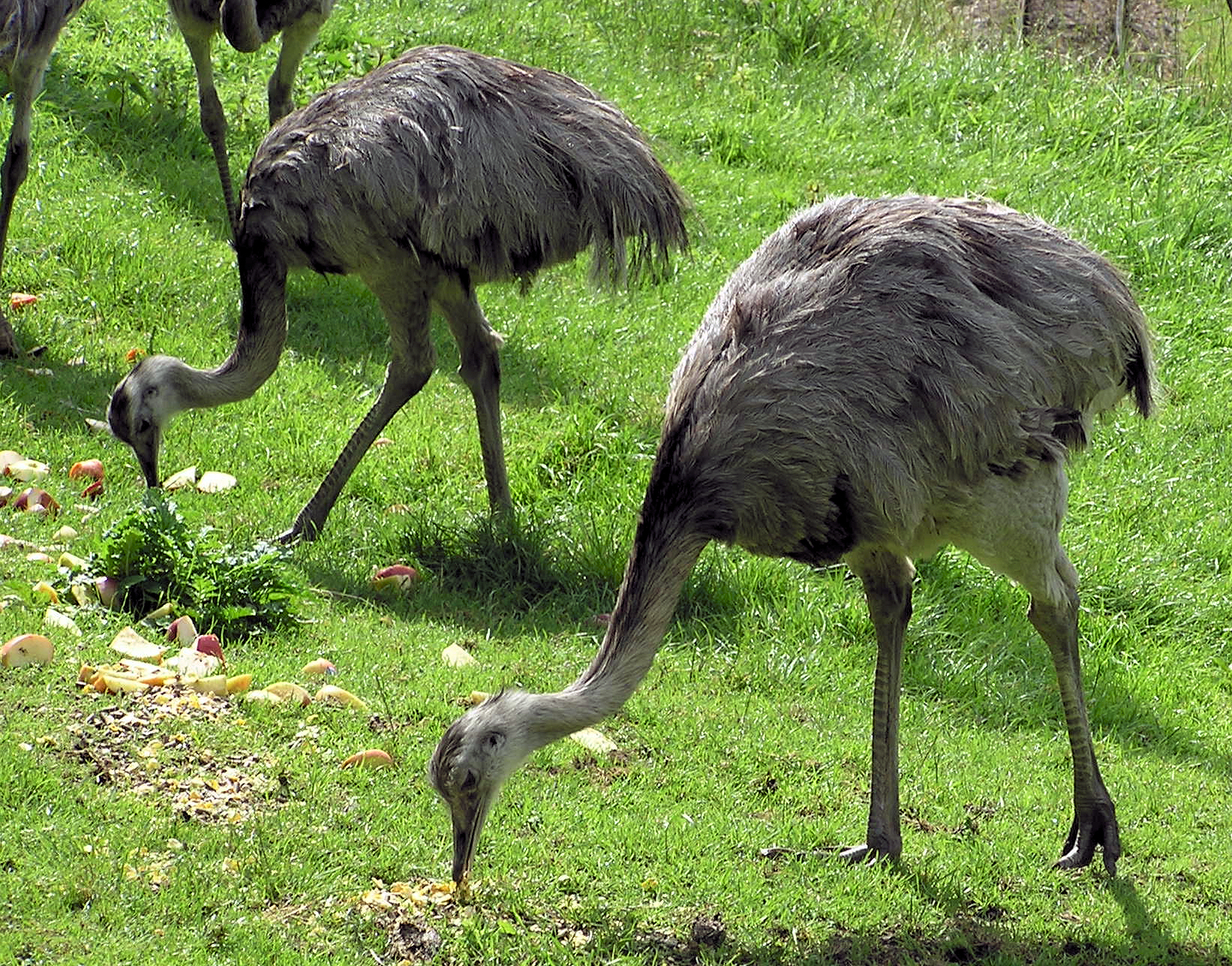
Le plus grand Rhea : Rhea americana
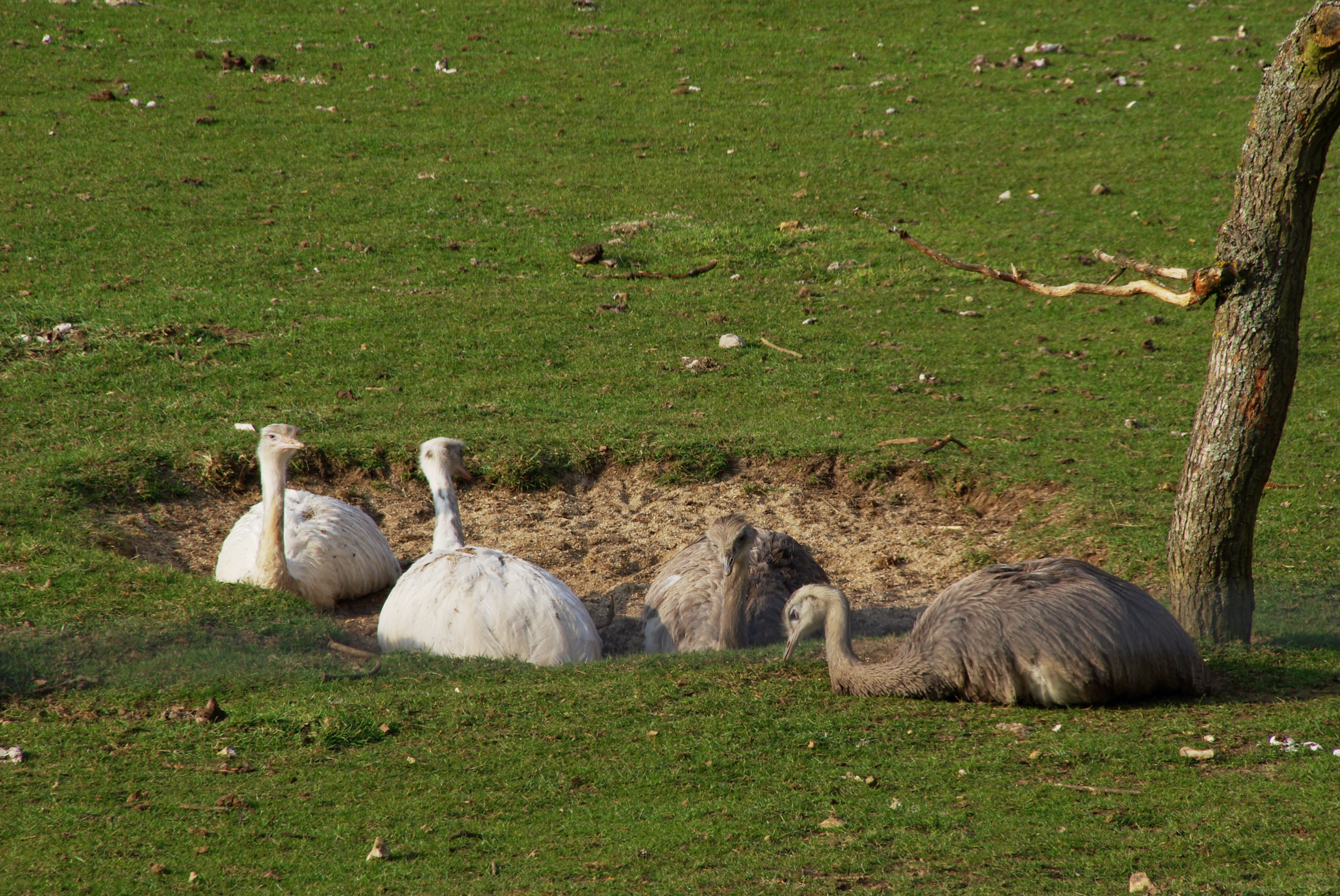
Grands rheas prenant un bain de poussière (les deux à gauche sont leuciques)
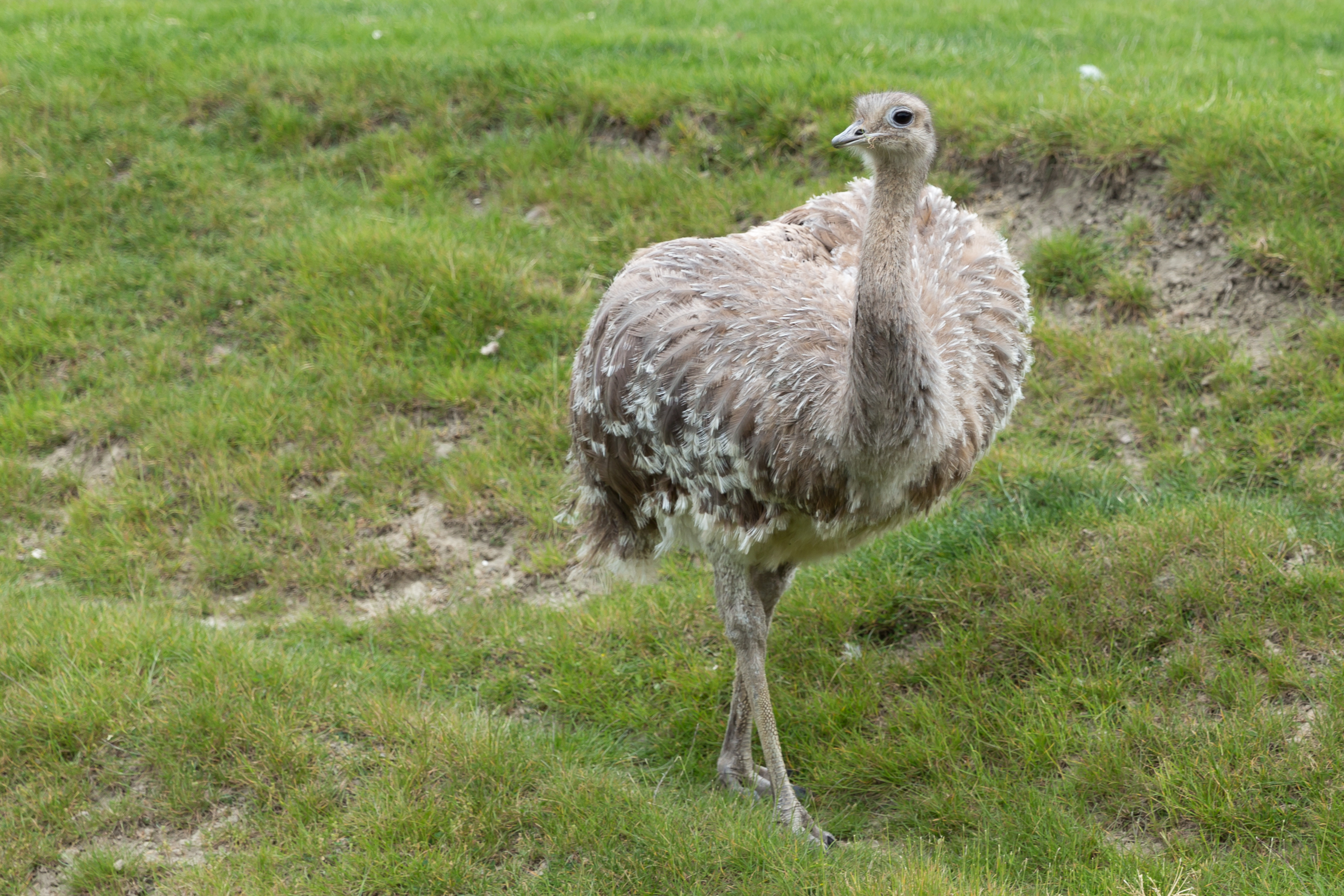
Nandou de Darwin (Rhea pennata) au parc de la Tête d'Or à Lyon, France.